# Garlica hepneri
Garlica hepneri är en insektsart som beskrevs av Blocker 1976. Garlica hepneri ingår i släktet Garlica och familjen dvärgstritar. Inga underarter finns listade i Catalogue of Life.